# Austria's Next Topmodel
Austria's Next Topmodel è un programma televisivo austriaco di genere talent show, in onda dal 2009 e basato sul format statunitense America's Next Top Model, che vede un numero di aspiranti modelle l'una contro l'altra per vincere la copertina e un servizio fotografico su una rivista, un contratto con un'agenzia di moda e altri premi che variano a seconda delle stagioni.
La conduttrice delle prime quattro edizioni è Lena Gercke, vincitrice della prima edizione di Germany's Next Topmodel.
La quinta stagione è stata condotta dalla modella Melanie Scheriau, presente anche nella sesta edizione, che ha visto due importanti novità: la prima, la presenza nel cast anche di aspiranti modelli, la seconda la possibilità data al pubblico di Facebook di poter votare i propri scatti preferiti, dando di volta in volta l'immunità ad un concorrente per non essere eliminato e la possibilità agli eliminati di poter tornare in gara. Proprio un ragazzo, Oliver Stummvoll, è stato il vincitore dell'edizione.
Il 4 giugno 2015 si sono aperte le votazioni online per la settima stagione del programma, andata poi in onda dal 15 settembre 2015 al 19 gennaio 2016. Anche quest'ultima stagione è stata vinta da un ragazzo, Fabian Herzgsell.
 Il 2 novembre 2017 è iniziata l'ottava stagione, che ha visto un cambiamento totale nella giuria e nello svolgimento della gara, con l'abolizione della votazione online e un numero inferiore di concorrenti.

## Edizioni
| Edizioni | Data di première  | Vincitrice             | Seconda classificata                  | Altre concorrenti in ordine di arrivo | Numero di concorrenti | Destinazione(i) internazionale(i)                                  |
| -------- | ----------------- | ---------------------- | ------------------------------------- | --- | --------------------- | ------------------------------------------------------------------ |
| 1        | 8 gennaio 2009    | Larissa-Antonia Marolt | Victoria Hooper                       | Piroschka Khyo, Birgit Königstorfer, Christiane Pliem, Kordula Stöckl, Julia Mähder, Kim Sade-Tiroch, Constanzia Delort-Laval, Tamara Puljarević | 10                    | New York Dubai Milano                                              |
| 2        | 25 novembre 2009  | Aylin Kösetürk         | Sarah Unterberger                     | Julia Huber, Lisa Schottak (ritirata), Angelika Czapka, Manuela Frey, Vanessa Hooper, Iris Shala, Anna Steinwendner, Jennifer Kogler, Lina Köberl, Johanna Gruber, Nina Kollmann | 13                    | Istanbul Atene/ Rodi / Mykonos Londra Parigi Città del Capo        |
| 3        | 6 gennaio 2011    | Lydia Nnenna Obute     | Katharina Theuermann                  | Lisa Berghold (ritirata), Victoria Vogeler, Sarah Preiml, Magalie Berghahn (squalificata), Nadine Oberteiler, Linda Linorter, Vanessa Alexandra Lotz, Valerie Heidenreich, Nicole Gerzabek, Julia Trummer, Darija Gavric, Romana Gruber                                                                                                   | 14                    | Mumbai Barcellona Seychelles Tokyo Milano Londra Zagabria New York |
| 4        | 12 gennaio 2012   | Antonia Hausmair       | Gina Zeneb Adamu                      | Isabelle Raisa, Alina Chlebecek, Sabrina Angelika Rauch, Katharina Mihailović, Nataša Marić, Michaela Schaffrath (ritirata), Christine Riener, Teodora-Mădălina Andreica, Yemisi Rieger, Izabela Pop Kostić, Bianca Ebelsberger, Nadine Trinker, Lana Baltić, Melisa Popaničić                                                            | 16                    | Berlino New York                                                   |
| 5        | 3 gennaio 2013    | Gréta Uszkai           | Katrin Krinner                        | Charlotte Rothpletz, Nadja Sejranić, Tatjana Catić (ritirata), Sabrina Kastner, Iris Mann, Sina Lisa Petru, Sabrina-Nathalie Reitz, Luca-Mercedes Stemer, Vanessa-Doreen Rolke, Isabelle Postl, Charlotte Aichhorn, Stefani Wedam, Aleksandra Stanković                                                                                   | 15                    | Hurghada                                                           |
| 6        | 11 settembre 2014 | Oliver Stummvoll       | Sanela Velagić                        | Stella Challiot, Anna-Maria Jurisić, Sylvia Mankowska, Michael Molterer, Mario Novak, Michelle Hübner, René Manuel Neßler, Miroslav "Miro" Dmitrovich Slavov, Carina Kriechhammer, Sonja Plöchl (ritirata), Kajetan Gerharter, Christoph Tauber Romieri, Damir Jovanović, Lydia Zoglmeier, Manuel Stummvoll, Manuela Kral                 | 18                    | Nicosia Milano Londra Berlino                                      |
| 7        | 15 settembre 2015 | Fabian Herzgsell       | Angelina Stolz                        | Johannes Spilka, Felix Schiller, Jelena Vujčić, Lukas J. Krammer (ritirato), Alexandra Kröpfl, Benedikt Cekolj, Adrian Oshioke, Bianca-Olivia Konarzewski, Junel Anderson, Nicole Fried, Katja Peterka, Patrick Treffer, Maximiliano Mantovani, Bernhard Stich, Melisa Srektovic, Tassilo Herberstein, Gloria Burtscher, Mia Jalair Frank | 20                    | Marrakech Milano Berlino Madrid Hong Kong Monte Carlo              |
| 8        | 2 novembre 2017   | Isak Omorodion         | Peter Mairhofer & Simone Sevignani    | Theresa Steinkellner (ritirata), Christian Benesch, Jules Baumgartner & Doina Barbaneagra, Edvin Franijc, Daniela Lejla Kuperion, Julia Forstner & Lukas Schlinger, Sanda Gutic e Maximilian "Max" Gombocz, Allegra Patricia Bell | 14                    | Helsinki                                                           |
| 9        | 10 settembre 2019 | Taibeh Ahmadi          | Julia Neumeister & Rosa Oesterreicher | Tamara Strasser (ritirata) & Sophie Danzinger, Julie Chavanne & Verena Gamlich (ritirata), Josi Jochmann, Lisa Schranz, Valentina Kandlhofer, Baraa Bolat | 11                    | Costa azzurra Monte Carlo                                          |